# Berta (popolo)

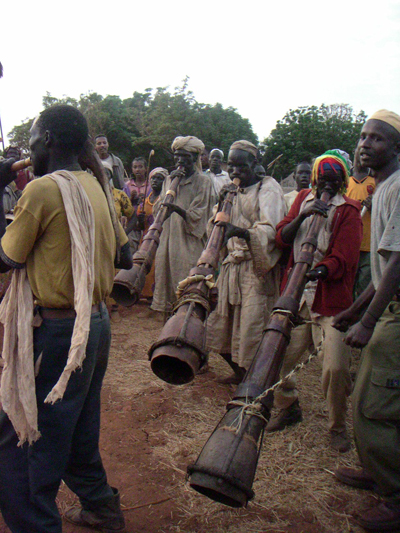
Musicisti berta durante un matrimonio a Komosha

I Berta sono un popolo dell'Africa orientale, che vivono principalmente nell'ovest dell'Etiopia ed in Sudan.

## Etnonimia
A seconda delle fonti e dei contesti, la popolazione viene definita con vari termini: Banu, Barta, Beni Changoul, Beni Shangul, Bertas, Bertat, Bertha, Burta, Changalla, Changul, Jebelawi, Wetawit.

## Lingua
Essi parlano il berta, una lingua della famiglia linguistica langue nilo-sahariana, il cui numero totale di locutori è stimato da ethnologue in 367.000, di cui. 167.000 in Etiopia (censimento del 2007).
La lingua amarica viene anche utilizzata per la vita quotidiana, mentre l'arabo viene usato per i riti religiosi, essendo i berta prevalentemente musulmani.